# Piperacillina
La piperacillina (nella fase sperimentale conosciuta anche con la sigla T-1220) è un antibiotico appartenente alla classe dei β-lattamici, del gruppo delle penicilline. Più precisamente si tratta di una penicillina semisintetica, una ureido-penicillina, dotata di attività battericida. Viene normalmente utilizzata in associazione con un inibitore delle beta-lattamasi, in particolare nella combinazione piperacillina/tazobactam.

## Caratteristiche strutturali e fisiche
Si presenta come una polvere cristallina biancastra, scarsamente solubile nell'acqua, solubile nell'acetato di etile e molto solubile in alcol metilico.

## Farmacodinamica
La molecola presenta uno spettro antibatterico ampio, 
essendo attiva sia verso molti batteri Gram-positivi (ad esempio Streptococcus pyogenes, Streptococcus pneumoniae, Enterococcus faecalis), Gram-negativi (Pseudomonas aeruginosa, Serratia marcescens, Enterobacteriaceae, Citrobacter freundii, Klebsiella pneumoniae, Escherichia coli) e diversi anaerobi (tra cui Bacteroides fragilis).
 
L'antibiotico blocca la reazione di transpeptidazione fondamentale per una corretta sintesi del peptidoglicano della parete cellulare batterica e conseguentemente rende il germe particolarmente sensibile alle variazioni osmotiche determinandone di fatto la lisi per shock osmotico.

## Farmacocinetica
Piperacillina viene somministrata esclusivamente per via parenterale (intramuscolare, endovenosa oppure per infusione).
A seguito di somministrazione intramuscolare la concentrazione plasmatica massima (Cmax) viene raggiunta nel giro di 30 minuti. Dopo somministrazione endovenosa la molecola raggiunge pressoché immediatamente il picco plasmatico. Il farmaco si distribuisce facilmente nei fluidi organici (soprattutto nella bile) e nei tessuti biologici, in particolare nel tessuto osseo, nella prostata, e nel tessuto miocardico.
 
L'emivita plasmatica varia tra i 36 e i 72 minuti. L'emivita di eliminazione raddoppia in soggetti con insufficienza renale moderata (clearance della creatinina 30-50 ml/min) ed incrementa di 5-6 volte in quelli con insufficienza renale grave (clearance della creatinina <30 ml/min).

Il farmaco oltrepassa sia la barriera ematoencefalica in presenza di meningi infiammate, sia quella placentare. Viene secreto nel latte materno.

L'eliminazione dall'organismo avviene in gran parte attraverso l'emuntorio renale ed in quantità minore per via biliare, in forma attiva.

## Usi clinici
Il principio attivo trova utilizzo nel trattamento delle infezioni intra-addominali, ginecologiche, del tratto urinario e delle basse vie respiratorie.
Può essere utilmente impiegato anche in caso di infezioni cutanee e degli annessi, infezioni osteo-articolari e nella setticemia.
Appare inoltre di grande efficacia nel trattamento dell'uretrite gonococcica.

## Dosi terapeutiche
- Infezioni gravi (ad esempio setticemia, polmonite nosocomiale, infezioni addominali, infezioni ginecologiche, appendicite)

Negli adulti e bambini con più di 12 anni di età, per via endovenosa, 200–300 mg/kg al giorno (da 12 a 18 g/die suddivisi in 4 o 6 somministrazioni giornaliere).
- Infezioni delle vie urinarie complicate

Negli adulti e bambini con più di 12 anni di età, per via endovenosa, 125–200 mg/kg al giorno (da 8 a 16 g/die suddivisi in 3-4 somministrazioni giornaliere).
- Infezioni del tratto urinario non complicate o polmoniti acquisite in comunità (CAP)

Negli adulti e bambini con più di 12 anni di età, per via intramuscolare o endovenosa, 100–125 mg/kg al giorno (da 6 a 8 g/die) suddivisi in 2-3 somministrazioni giornaliere.
- Gonorrea non complicata

Negli adulti, per via intramuscolare, 2 g come dose singola. È necessario somministrare 1 g di probenecid 30 minuti prima dell'iniezione.

## Effetti collaterali
Nel corso del trattamento si possono verificare effetti avversi di tipo gastrointestinale (nausea, vomito, flatulenza, diarrea, sanguinamento rettale e raramente colite pseudomembranosa) e genitourinario (insufficienza renale con incremento dell'azotemia e della creatinina, nefropatia tubulointerstiziale: ematuria, oliguria, cilindri ialini, proteinuria e piuria).

Comuni anche i disturbi epatici (incremento delle AST, ALT, LDH e della bilirubina con conseguente ittero, epatite colestatica) e neurologici (cefalea, vertigini, stanchezza, letargia, allucinazioni, convulsioni, irritabilità neuromuscolare, mioclonie).

Infine sono stati segnalati anche disturbi di tipo ematologico (anemia emolitica, agranulocitosi, eosinofilia, leucopenia e neutropenia, trombocitopenia, più raramente pancitopenia e prolungamento del tempo di sanguinamento e di protrombina) e reazioni da ipersensibilità (orticaria, rash cutaneo, prurito, dermatite esfoliativa, sindrome di Stevens-Johnson, eritema multiforme), decisamente più frequenti in soggetti affetti da fibrosi cistica o trattati con alti dosaggi.

## Controindicazioni
Il farmaco è controindicato nei soggetti con ipersensibilità individuale al principio attivo, alle penicilline o cefalosporine, oppure ad uno qualsiasi degli eccipienti presenti nella formulazione farmacologica.

## Gravidanza e allattamento
Nelle donne in stato di gravidanza ed in quelle che allattano al seno la piperacillina va somministrata solo dopo un'attenta valutazione dei vantaggi attesi per la donna in rapporto ai rischi potenziale per il feto ed il neonato.

La Food and Drug Administration ha inserito piperacillina in classe B per l'uso in gravidanza. In questa classe sono inseriti i farmaci i cui studi riproduttivi sugli animali non hanno mostrato un rischio per il feto e per i quali non esistono studi controllati sull'uomo e i farmaci i cui studi sugli animali hanno mostrato un effetto dannoso che non è stato confermato con studi controllati in donne nel I trimestre (e non c'è evidenza di danno nelle fasi avanzate della gravidanza).